# Headline News

HLN:s logotyp.

HLN eller Headline News är en dygnet runt-sändande nyhets- och debattkanal från USA som förutom hemlandet även sänds till Kanada, Asien och Sydamerika. Kanalen är en systerkanal till CNN och gick till en början under namnet CNN2 men bytte ganska snart namn till Headline News. Kanalen har ett snabbare format och skiljer sig därför på många sätt från CNN. Headline News har kortare inslag och är i större utsträckning manusbundna än vad direktsända nyhetsprogram i USA är. Under 90-talet kunde man se delar av Headline News sändningar i Sverige på halvtimmarna via CNN International.

## Koncept och tablå
Kanalens koncept var fram till 2003 mycket tydligt. På 15 minuter ska tittaren bli uppdaterad i de största nyheterna just nu[när?] med en tablå som funkar som ett hjul. 2006 ändrade man dock på det konceptet under kvällstid genom lanseringen av flera personlighetsdrivna debattprogram för att möta konkurrensen från Fox News Channel och MSNBC. HLN fick en renodlad tablå med olika program istället för enbart nyhetssändningar och den nya sloganen "News and Views" började användas. I likhet med konkurrenterna Fox News, MSNBC och systerkanalen CNN började man sända direktsända personlighetsdrivna talkshows under primetime. De rullande nyhetssändningarna fortsätter dock under dagtid.
Headline News distribueras på flera håll i USA som en radiostation på AM-bandet i flera amerikanska städer. Ett exempel är CNN 650 i Houston Texas som sänder ljudet från TV-kanalen som en radiostation. Sändningar sker även över satellitoperatörer, till exempel Sirius, som sänder till mobila mottagare i bilar via satellitradio i USA.

## Tillgänglighet i Europa
Headline News är i dagsläget inte tillgänglig i Europa och Sverige via satellit eller kabel trots att kanalen i dagsläget distribueras i Nord- och Sydamerika och Asien. Den enda CNN-kanal som går att se här är CNN International som är inriktad på i första hand internationell politik och ekonomi. Till skillnad från de amerikanska kanalerna sänder CNN International till stor del från kontoren i London, England och Hong Kong.